# Une fille des Flandres
Pour plus de détails, voir Fiche technique et Distribution.
Une fille des Flandres (titre original : Ein Mädchen aus Flandern) est un film allemand réalisé par Helmut Käutner, sorti en 1956.

## Synopsis
En Flandre pendant la Première Guerre mondiale, l’officier allemand Alexander Haller tombe amoureux d'Angeline mais il est gravement blessé au front et ne peut la revoir qu’en 1917. Lui avouant enfin son amour, leur bonheur est de courte durée lorsqu'Angeline est soupçonnée de sabotage. 
Arrêtée par les Allemands, elle est d’abord retenue captive dans un camp pénitentiaire, puis transférée dans une maison close. Là-bas, peu avant la fin de la guerre, elle revoit Alexandre, qui est maintenant lui-même accusé d’avoir subverti l'armée. Il avait aider un soldat ennemi blessé. Avant la fin des combats, leur espoir d’être sauvé les rapprochent à nouveau.

## Fiche technique
- Titre original : Ein Mädchen aus Flandern
- Titre français : Une fille des Flandres
- Réalisation : Helmut Käutner
- Scénario : Heinz Pauck, Helmut Käutner d'après la nouvelle de Carl Zuckmayer Engele von Loewen
- Photographie : Friedl Behn-Grund
- Montage : Anneliese Schönnenbeck
- Musique : Bernhard Eichhorn
- Décors : Emil Hasler, Walter Kutz
- Costumes : Manon Hahn
- Son : Oskar Haarbrandt
- Producteur : Herbert Uhlich
- Société(s) de production :  Capitol Film
- Société(s) de distribution :  Prisma (Allemagne de l'Ouest, 1956), Casino Film Exchange (États-Unis, 1959), Walter Manley Enterprises
- Pays d'origine :  Allemagne de l'Ouest
- Langue : Allemand
- Genre : Film dramatique
- Format : Noir et blanc — 35 mm — 1,33:1 — Son : Mono
- Durée : 105 minutes (1 h 15)
- Dates de sortie :
  -  Allemagne de l'Ouest : 16 février 1956
  -  Danemark : 28 janvier 1957
  -  États-Unis : 1959

## Distribution
- Nicole Berger : Angeline Meunier / Engele
- Maximilian Schell : Lt. Alexander 'Alex' Haller
- Viktor de Kowa : monsieur le curé Simon / Dr Simon
- Friedrich Domin : Maj. Gen Leopold Haller, le père d'Alex
- Anneliese Römer : Lysette, la sœur de Simon
- Erica Balqué : Elisabeth Roeder, la sœur d'Alex
- Fritz Tillmann : capitaine Lüdemann
- Gert Fröbe : capitaine Kupfer
- Stanislav Ledinek : sergent Roebig
- Wolfrid Lier : Neukerk
- Clemens Hasse : commissaire de bord
- Willi Rose : chauffeur Wuttig
- Reinhard Kolldehoff : le premier révolutionnaire / homme de main de Simon
- Hans Hessling : le second révolutionnaire / homme de main de Simon

## À noter
- Le film a été tourné du 17 octobre 1955 au 16 décembre 1955 à Berlin et à Damme, en Belgique.